# Ipupiara
Ipupiara este un oraș în statul Bahia (BA) din Brazilia.